# Patentschrift

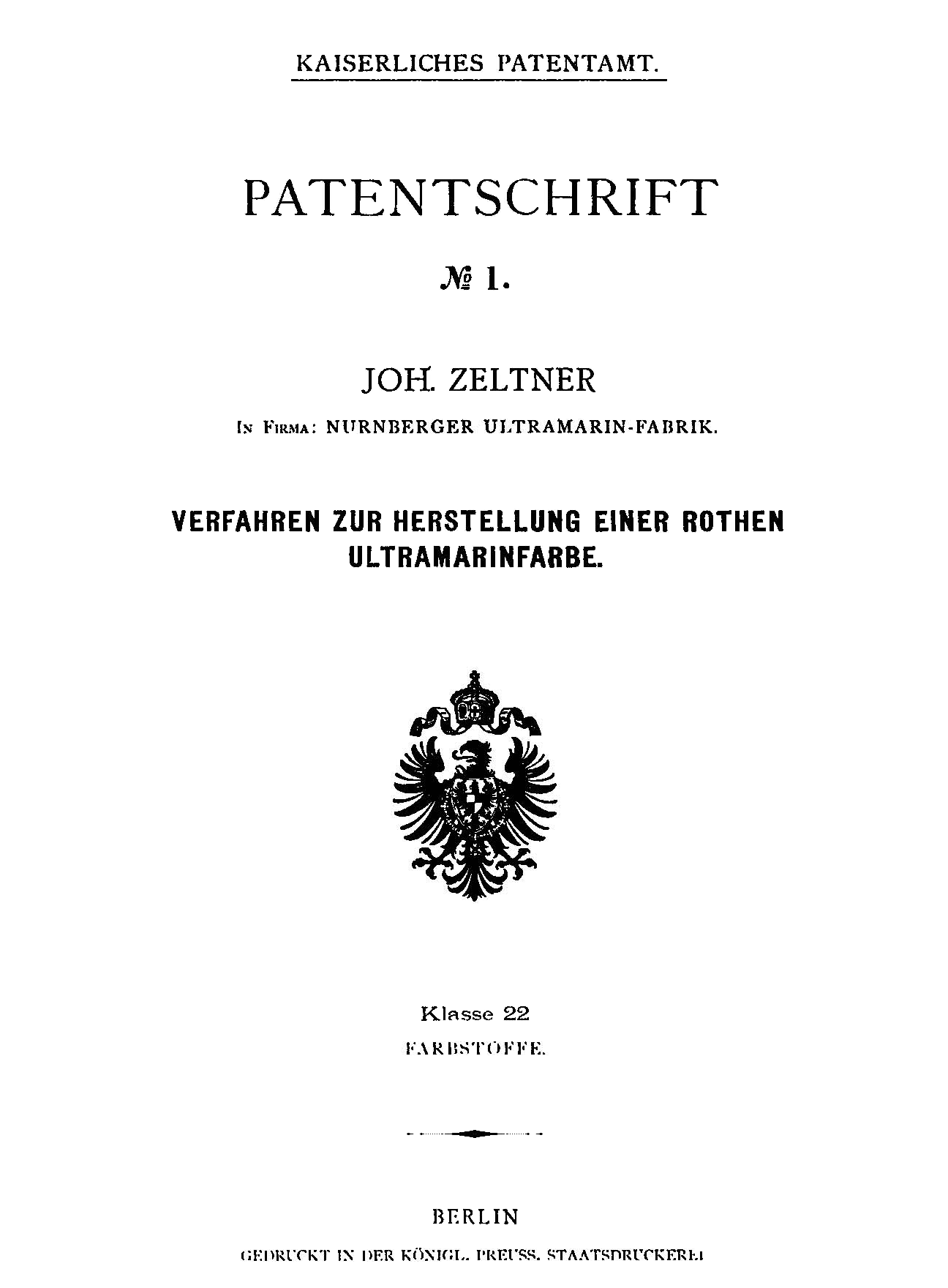
Deckblatt des ersten Reichspatents von 1877

Der Begriff Patentschrift bezieht sich auf ein erteiltes Patent und ist von der Offenlegungsschrift (Veröffentlichung einer Patentanmeldung) zu unterscheiden. In der Patentschrift werden üblicherweise die folgenden Details erläutert:
- Beschreibung des technischen Gebietes der Erfindung
- Darstellung des bisherigen Standes der Technik
- Darstellung des technischen Problems
- Darstellung der Problemlösung
- Erläuterung der Erfindung anhand mindestens eines Ausführungsbeispiels
- Darstellung der durch die Erfindung erzielten Vorteile
- Liste der Patentansprüche
- Zusammenfassung
- Abbildungen (falls vorhanden)
- Benennung des Erfinders oder der Erfinder
- Benennung des Anmelders
- Im Falle einer Priorität, Referenz zu der Erstanmeldung mit Nennung des Prioritätsdatums (z. B. in einem anderen Land)

## Ältere Literatur
- Josef Houben: Fortschritte der Heilstoff-Chemie. Erste Abteilung: Das Deutsche Patentschriftwesen. 6 Bände. Walter de Gruyter & Co., Berlin 1877–1928.